# 库尔勒站

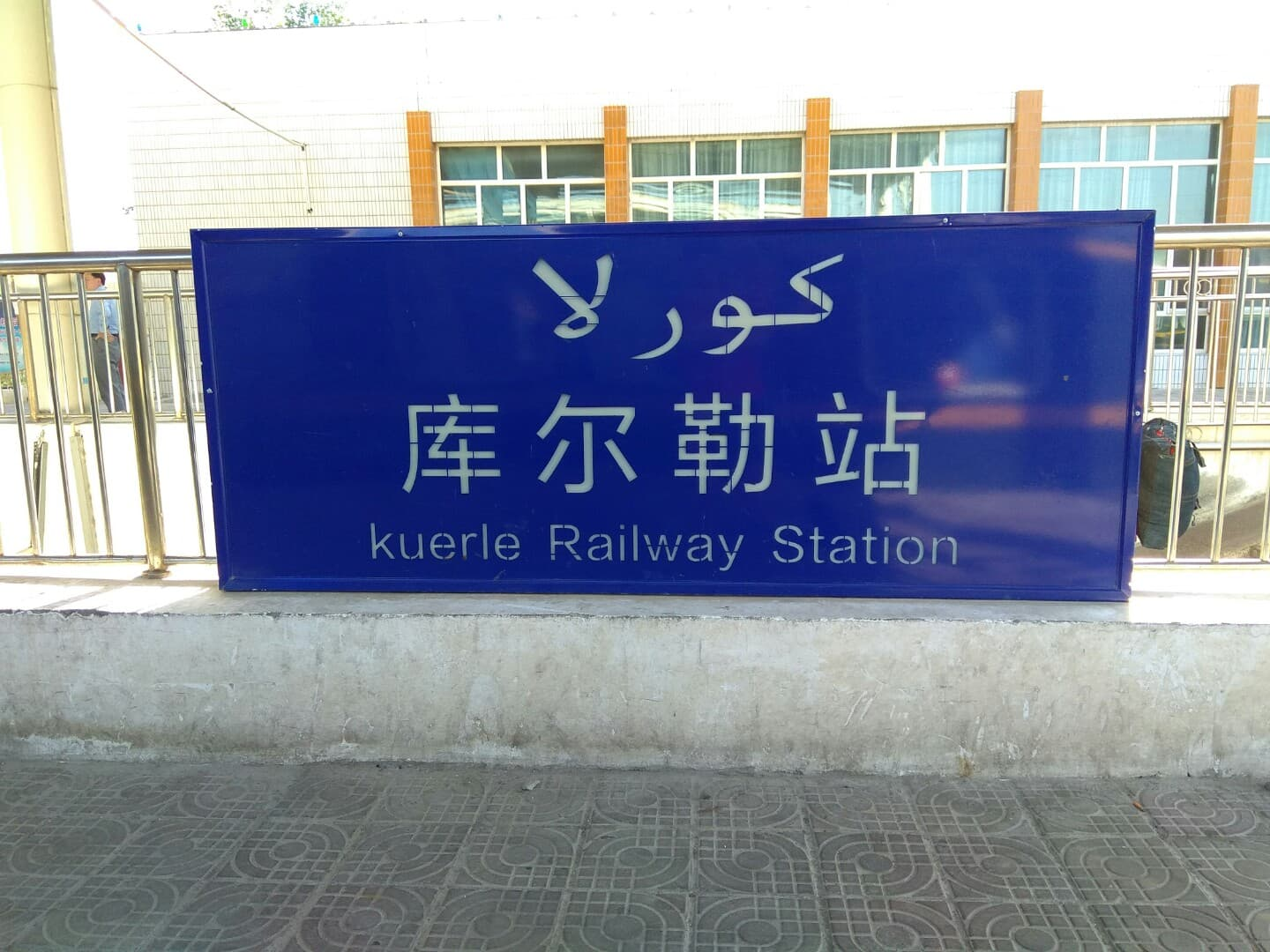
月台站牌

库尔勒站位于中华人民共和国新疆维吾尔自治区巴音郭楞蒙古自治州库尔勒市，是南疆铁路、格库铁路上的火车站，建于1984年，由中国铁路乌鲁木齐局集团库尔勒车务段管辖。

## 歷史
- 建于1984年
- 2019年1月进行改造，旧站房被拆除，期间使用临时站房
- 2019年9月改造完成，新站房启用[5][6]

## 車站周邊
- 中国邮政储蓄银行东站支行
- 中国工商银行库尔勒火车东站支行
- 中国移动库尔勒东站通讯营业厅
- 中国建设银行库尔勒新城区支行
- 库铁公园
- 兰亭酒店
- 库尔勒市商业银行新华路支行
- 中国农业银行火车东站支行
- 中国移动库尔勒雨霖通讯营业厅
- 永徽酒店
- 鸿都酒店
- 库尔勒市新城基督教教堂
- 四川石油管理局钻采工艺技术研究院新疆分院
- 交通银行香梨大道支行
- 昆仑银行库尔勒香梨大道支行
- 中国邮政储蓄银行索克巴格路支行
- 巴音郭楞蒙古自治州质量技术监督局

## 旅客列车目的地
管內始發列車
数据截止至2024年12月
| 车次                               | 目的地     |
| ---------------------------------- | ---------- |
| C804、C808、C812、C816、C820、C994 | 烏魯木齊   |
| C874                               | 乌鲁木齐南 |
| C996                               | 哈密       |

## 外部連結
- 维基共享资源上的相關多媒體資源：库尔勒站